# Amiah Miller
Amiah Miller (16 luglio 2004) è un'attrice statunitense.
Diventata nota nel 2017 grazie al ruolo di Nova in The War - Il pianeta delle scimmie, ha successivamente interpretato ruoli di primo piano in film come The Water Man e My Best Friend's Exorcism.

## Biografia
Dopo aver praticato fin dall'infanzia vari sport come pugilato e jujutsu, Miller inizia a studiare recitazione nel 2014. Contestualmente inizia ad ottenere dei primi ruoli minori in film e serie TV, apparendo in opere come Lights Out e Best Friends Whenever, in entrambi i casi nel ruolo di uno dei personaggi principali da bambino. Nel 2017 firma un accordo con la Creative Artists Agency. Nello stesso anno ottiene il ruolo di Nova nel film The War - Il pianeta delle scimmie, grazie al quale raggiunge una certa popolarità. Ottiene quindi il ruolo di Megan in Anastasia, film incentrato sulla leggenda dell'omonima granduchessa russa. Nel 2020 recita nel film The Water Man, mentre nel 2022 interpreta un ruolo da co-protagonista nel film My Best Friend's Exorcism.

## Filmografia

### Cinema
- Lights Out - Terrore nel buio, regia di David F. Sandberg (2016)
- The War - Il pianeta delle scimmie, regia di Matt Reeves (2017)
- Trafficked, regia di Will Wallace (2017)
- House by the Lake, regia di Adam Gierasch (2017)
- Anastasia, regia di Blake Harris (2020)
- The Water Man, regia di David Oyelowo (2020)
- My Best Friend's Exorcism, regia di Damon Thomas (2021)
- Hold Your Breath, regia di Karrie Crouse (2024)

### Televisione
- Clementine – Film TV, regia di Michael Dinner (2014)
- Henry Danger – Serie TV, 1 episodio (2015)
- Richie Rich – Serie TV, 1 episodio (2015)
- Best Friends Whenever – Serie TV, 2 episodi (2015)
- How We Live – Film TV, Gail Mancuso (2015)
- MacGyver – Serie TV, 1 episodio (2016)
- Keeping Up with the Joneses – Miniserie TV, 1 episodio (2021)

## Doppiatrici italiane
Nelle versioni in italiano dei suoi lavori, Amiah Miller è stata doppiata da:
- Chiara Fabiano in The Water Man, Hold Your Breath
- Emanuela Ionica in My Best Friend's Exorcism